# František Kučera
František Kučera (* 3. Februar 1968 in Prag, Tschechoslowakei) ist ein ehemaliger tschechischer Eishockeyspieler, der bis 2004 beim HC Sparta Prag in der tschechischen Extraliga auf der Position des Verteidigers spielte. Während seiner Zeit in Nordamerika absolvierte er insgesamt 477 Spiele für die Chicago Blackhawks, Hartford Whalers, Columbus Blue Jackets und Washington Capitals in der National Hockey League.

## Karriere
František Kučera begann seine Karriere in seiner Heimatstadt beim HC Sparta Prag. Während des NHL Entry Draft 1986 wurde er von den Chicago Blackhawks in der vierten Runde an 77. Stelle ausgewählt, spielte aber zunächst weiter für Sparta und ab 1988 für den Armeeklub HC Dukla Jihlava. Vor der Saison 1990/91 wechselte er nach Nordamerika zu den Blackhawks, für die er über 200 NHL-Spiele absolvierte. Die Blackhawks gaben ihn zusammen mit Jocelyn Lemieux im März 1994 an die Hartford Whalers ab, die im Gegenzug Gary Suter, Randy Cunneyworth und einen Draft-Pick nach Chicago transferierten.
In den folgenden zwei Jahren lief er für die Whalers auf, die ihn im Dezember 1996 zusammen mit Jim Dowd gegen Jeff Brown  eintauschten. In Vancouver konnte sich Kučera nicht durchsetzen, so dass er im März 1997 an die Philadelphia Flyers abgegeben wurde. Auch dieser Wechsel brachte nicht die erhoffte Eiszeit in der NHL, so dass sich  František Kučera zu einer Rückkehr nach Europa entschloss. Zwischen 1997 und 2000 spielte er wieder für seinen Heimatverein Sparta in der tschechischen Extraliga und der European Hockey League. Nach dem Gewinn der Goldmedaille bei der Eishockey-Weltmeisterschaft 2000 und der tschechischen Meisterschaft 2000 bekam er einen Vertrag bei den Columbus Blue Jackets, für die er 48 NHL-Spiele absolvierte. 
Doch auch in Columbus wurde er nicht sesshaft, sondern im März 2001 als Tauschobjekt zu den Pittsburgh Penguins transferiert. Dort traf er auf Nationalmannschafts-Kollegen Jaromír Jágr, mit dem er zehn Spiele in Pittsburg absolvierte. Im Juli des gleichen Jahres wurden die beiden Tschechen an Washington abgegeben, die im Gegenzug Kris Beech, Michal Sivek und Ross Lupaschuk nach Pittsburgh schickten. Zusammen mit Jágr spielte Kučera 56 NHL-Partien für die Capitals, bevor er in seine Heimat zu Sparta Prag zurückkehrte und die Meisterschaft Tschechiens gewann.
Nach diesem Erfolg wechselte er zum Stadtrivalen HC Slavia Prag. Bevor er sich 2004 vom aktiven Sport zurückzog, gewann er mit Slavia Prag 2003 erneut den tschechischen Meistertitel.

### International
František Kučera hat im Laufe seiner Karriere an allen großen internationalen Titelkämpfen teilgenommen. 
Sein erstes Turnier bestritt er 1986 mit der U18-Juniorenauswahl der Tschechoslowakei. Ein Jahr später, bei der U20-Weltmeisterschaft 1987, errang er seine erste Medaille bei Titelkämpfen. 
Mit der tschechoslowakischen Nationalmannschaft gewann er eine Bronzemedaillen (WM 1989). Seine größten Erfolge hatte er im Kader der tschechischen Nationalmannschaft, mit der er zweimal Weltmeister (1999, 2000) wurde und eine Bronzemedaille bei Weltmeisterschaften gewann. Der größte Erfolg seiner Karriere war der Gewinn der Goldmedaille bei den Olympischen Winterspielen 1998 in Nagano.

## Erfolge und Auszeichnungen
- 2000 Beste Plus/Minus-Wertung der Extraliga
- 2000 Tschechischer Meister mit dem HC Sparta Prag
- 2002 Tschechischer Meister mit dem HC Sparta Prag
- 2003 Tschechischer Meister mit dem HC Slavia Prag

### International
| - 1986 All-Star-Team der Junioren-Europameisterschaft - 1987 Silbermedaille bei der U20-Junioren-Weltmeisterschaft - 1989 Bronzemedaille bei der Weltmeisterschaft - 1998 Goldmedaille bei den Olympischen Winterspielen - 1998 Bronzemedaille bei der Weltmeisterschaft | - 1998 All-Star-Team der Weltmeisterschaft - 1998 Bester Verteidiger der Weltmeisterschaft - 1999 Goldmedaille bei der Weltmeisterschaft - 1999 Bester Verteidiger der Weltmeisterschaft - 2000 Goldmedaille bei der Weltmeisterschaft |